# Cystinose
Cystinose is een zeldzame erfelijke aandoening waarbij in het lichaam cystine ophoopt in de lysosomen van de cellen die daardoor beschadigen. De nieren en de ogen lopen daarbij het eerst schade op. Kenmerkende symptomen zijn polydipsie/polyurie en groeiachterstand. Onbehandeld resulteert cystinose in nierfalen.
Cystinose heeft een incidentie van 1:100.000 tot 1:200.000 wereldwijd. In Bretagne bedraagt de incidentie 1:26.000
Voor de behandeling wordt cysteamine gebruikt. Cysteamine verwijdert de opgestapelde cystine uit de lysosomen en vertraagt daarmee het ziekteproces.